# Karl-Gerhard Eick
Karl-Gerhard Eick (* 14. Februar 1954 in Ulm) ist ein deutscher Manager und war vom 1. März 2009 bis 1. September 2009 Vorstandsvorsitzender im Arcandor-Konzern.
Ab Januar 2000 hatte Eick den Vorstandsbereich Finanzen und Controlling der Deutschen Telekom AG geleitet. Eick löste Joachim Kröske ab, der seinen bis Ende März 2000 laufenden Vertrag bei der Telekom nicht verlängert hatte. Ende 1998 war Eick vom Stuttgarter Pharmahändler Gehe AG zu deren Duisburger Konzernmutter Haniel & Cie GmbH gewechselt. Als Finanzchef hatte er in Stuttgart maßgeblichen Einfluss bei der Übernahme britischer Pharmagroßhändler. Im November 2002 war er stellvertretender Vorstandsvorsitzender der Deutschen Telekom AG geworden.

## Leben
Karl-Gerhard Eick studierte Betriebswirtschaftslehre in Augsburg und promovierte im Jahr 1982. Zwischen 1982 und 1988 hatte er verschiedene Positionen bei der BMW AG in München, zuletzt als Leiter für Controlling, inne. Von 1989 bis 1991 war er Bereichsleiter für Controlling bei der WMF AG in Geislingen und von 1991 bis 1993 Leiter im Zentralbereich Controlling, Planung und EDV bei der Carl Zeiss Gruppe in Oberkochen. Zwischen 1993 und 1998 folgte eine Tätigkeit als Finanzvorstand bei der Gehe AG in Stuttgart und von 1998 bis 1999 als Vorstand für Controlling, Betriebswirtschaft und EDV bei Franz Haniel & Cie. GmbH in Duisburg. Von 2000 bis Februar 2009 war er Vorstand für Finanzen bei der Deutschen Telekom AG in Bonn.
Im März 2009 übernahm Eick den Posten des Vorstandsvorsitzenden der Arcandor AG, um den Handels- und Touristikkonzern aus der Krise führen und um die drohende Insolvenz abzuwenden. Die drohende Insolvenz konnte er aber nicht mehr abwenden. Nach der Eröffnung des Insolvenzverfahrens traten Eick ebenso wie fünf weitere Vorstände am 1. September 2009 von ihren Posten zurück. In der Öffentlichkeit und bei Mitarbeitern geriet Eick in Kritik, als bekannt wurde, dass er eine Abfindungssumme in Höhe von 15 Millionen Euro erhalten werde. Diese wurde ihm vor seinem Amtsantritt als Vorstandsvorsitzender von den Gesellschaftern des Arcandor-Großaktionärs Sal. Oppenheim garantiert. Als Reaktion auf diese Kritik zeigte Eick Verständnis und wollte ein Drittel seiner umstrittenen Gehaltsansprüche in Form eines Härtefallfonds den Arcandor-Mitarbeitern zugutekommen lassen. Später wurde bekannt, dass Eick die Summe auf 2,5 Mio. Euro senkte, da er seine ausstehenden Gehaltsansprüche in Form einer monatlichen Zuwendung erhielt und keine größere Abschlagszahlung oder die kommunizierte Abfindung zu erwarten habe.

## Aufsichtsratsmandate
- Deutsche Bank AG (3. August 2004 bis 2013)
- T-Systems Enterprise Services GmbH (seit Dezember 2005)
- T-Systems Business Services GmbH (seit Dezember 2005)
- DeTeImmobilien Deutsche Telekom Immobilien und Service GmbH
- T-Mobile International AG
- GMG Generalmietgesellschaft mbH (Vorsitzender)
- CORPUS SIREO Holding GmbH & Co. KG (Vorsitzender)
- inaktiv - FC Bayern München AG (seit 09/2004)

## Weitere Mandate
- Mitglied des Kuratoriums der Bertelsmann Stiftung (2008–2009)